# Togoville
Togoville ist ein Ort in der Région Maritime des südlichen Togo, am Nordufer des Togosees. Ursprünglich wurde der Ort Togo genannt. Dieser Name wurde zur Bezeichnung des gesamten Landes, also erst der deutschen Kolonie Togoland, später des unabhängigen Staates Togo, nachdem Gustav Nachtigal 1884 hier einen Vertrag mit dem örtlichen Machthaber Mlapa III. abgeschlossen hatte, aus dem Deutschland seine Ansprüche auf das gesamte spätere Togo ableitete.
Die bekanntesten Stätten der Stadt sind die 1910 erbaute Kathedrale Notre-Dame du Lac Togo und ein Schrein der Jungfrau Maria, der dort errichtet wurde, wo sie angeblich erschienen ist. Es gibt hier aber auch etliche Voodoo-Schreine und den ehemaligen königlichen Palast. Im Juni 1984 wurde ein Denkmal zur Erinnerung an hundertsten Jahrestag des Vertrages von 1884 errichtet.

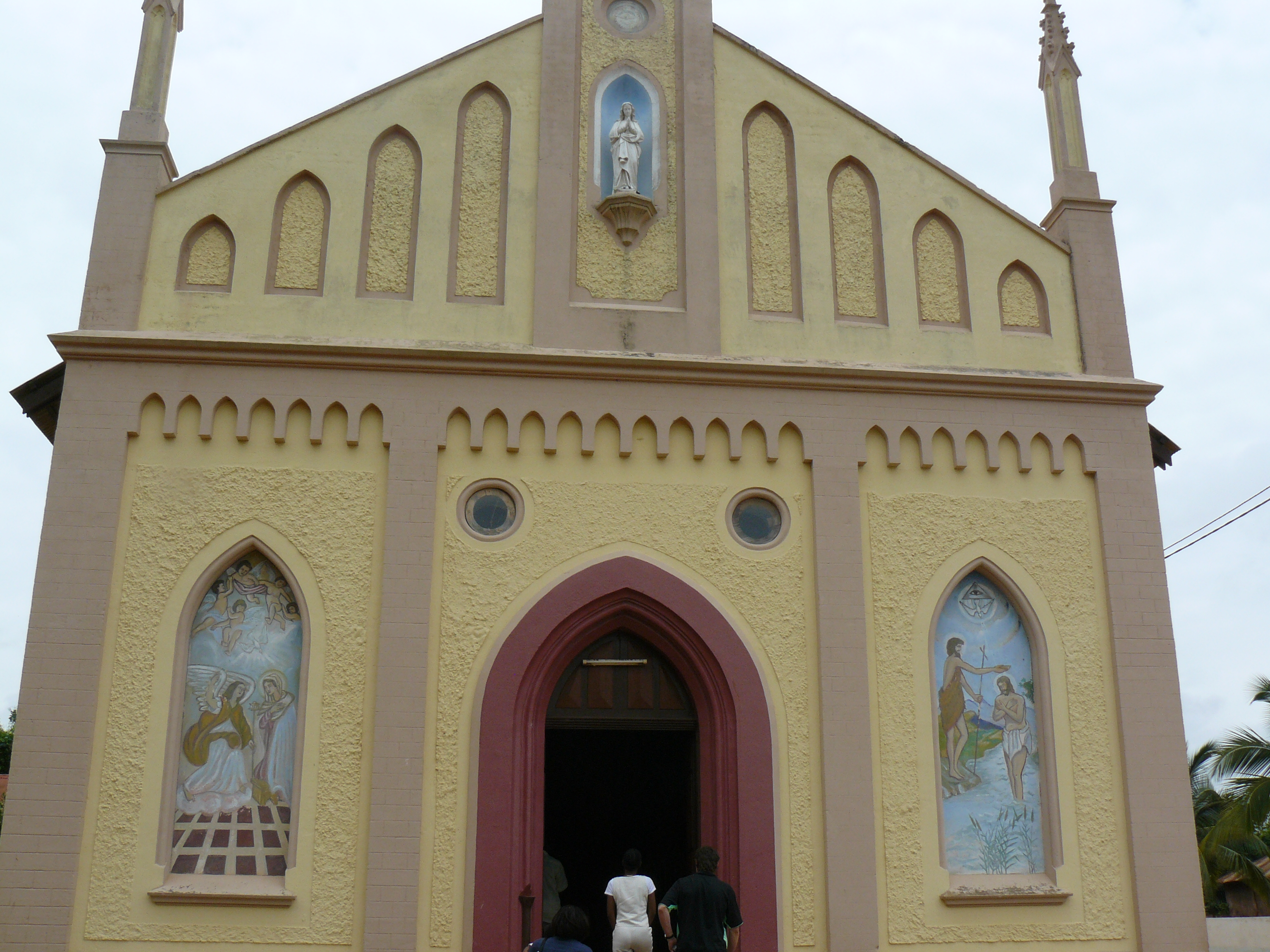
Die Kathedrale "Notre-Dame du Lac Togo"